# Pseudohermonassa bicarnea
Pseudohermonassa bicarnea är en fjärilsart som beskrevs av Achille Guenée 1852. Pseudohermonassa bicarnea ingår i släktet Pseudohermonassa och familjen nattflyn. Inga underarter finns listade.